# Nina Ruge

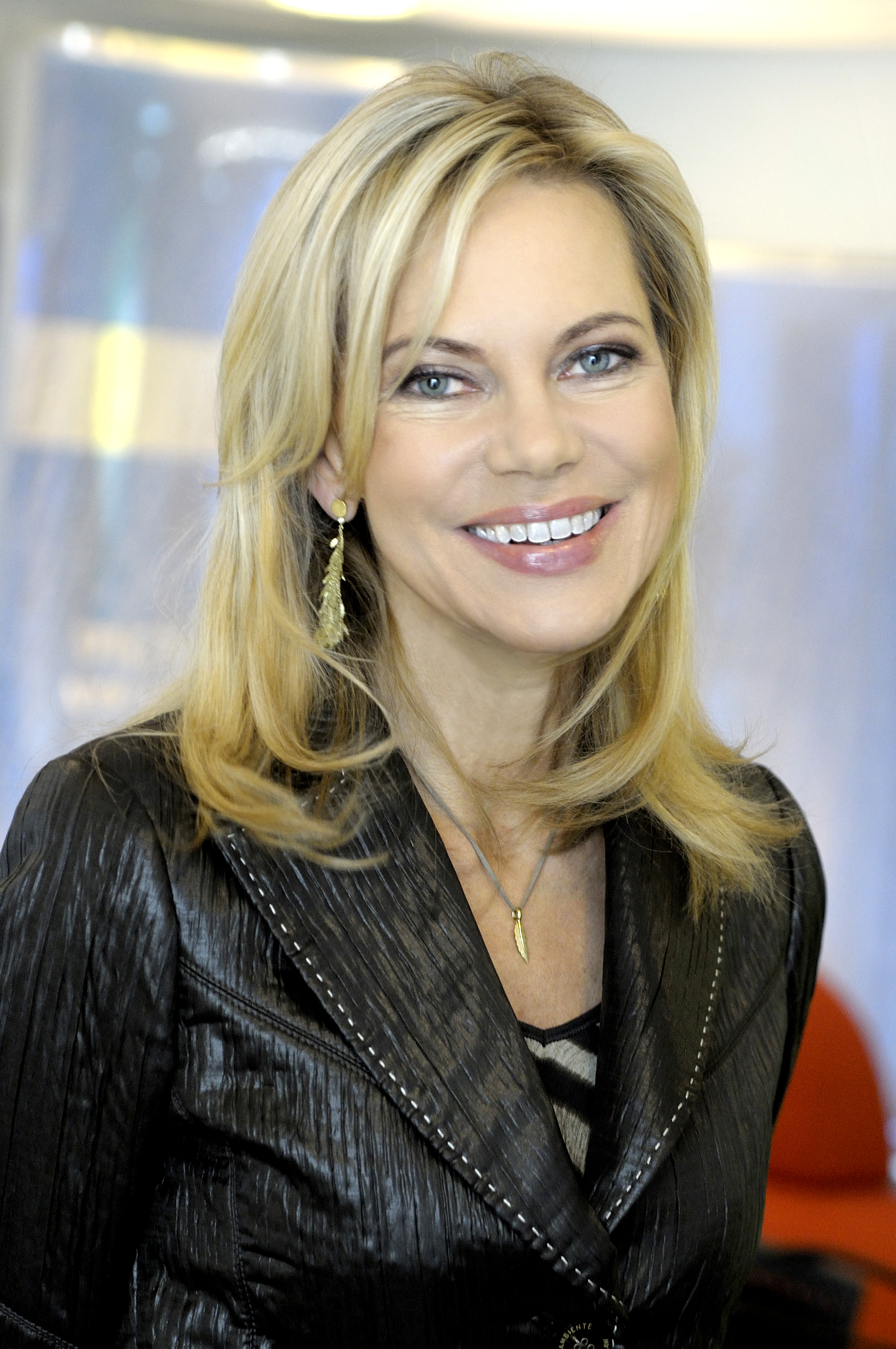
Nina Ruge (2013)

Nina Ruge (* 24. August 1956 in München) ist eine deutsche Fernsehmoderatorin, Buchautorin und Journalistin.

## Leben
Ruge stammt aus einer deutsch-jüdischen Familie. Väterlicherseits sind Rabbiner mit dem Namen Katzenellenbogen bereits im 15. Jahrhundert dokumentiert. Ihr Vorfahre Gabriel Riesser war Abgeordneter im Paulskirchenparlament und engagierte sich im 19. Jahrhundert für die Gleichberechtigung der deutschen Juden. Im Holocaust wurden viele ihrer Familienangehörigen ermordet. Ihr Vater wurde als Halbjude verfolgt und von den Nationalsozialisten nach Frankreich in ein Lager verschleppt, konnte allerdings entkommen. Ruge erfuhr erst im Alter von achtzehn Jahren von ihrer Familiengeschichte. Aufgrund einer Krebserkrankung der Mutter wurde Nina Ruge kurz nach der Geburt, für die Zeit der Krebsbehandlung, in ein Säuglingsheim gegeben.
Sie legte 1974 im Alter von siebzehn Jahren  an der Ina-Seidel-Schule in Braunschweig ihr Abitur ab. Es folgte ein Studium der Germanistik und Biologie für das höhere Lehramt an der Technischen Universität Braunschweig, wo auch ihr Vater Jürgen Ruge als Professor für Maschinenbau am Institut für Schweißtechnik lehrte. Dieses schloss sie im Jahr 1979 ab. In den darauffolgenden Jahren von 1980 bis 1987 war sie zunächst Referendarin und später Studienrätin für Deutsch und Biologie an einem Gymnasium in Wolfsburg.
Ruges erste Ehe wurde nach vier Jahren geschieden, noch während ihrer Zeit im Schuldienst. Von 1995 bis 1998 war sie mit dem TV-Produzenten Stefan Voss verheiratet. Seit 1998 ist sie mit Wolfgang Reitzle liiert und seit 2001 mit ihm verheiratet.

## Laufbahn
Von 1980 bis 1987 unterrichtete Ruge erst als Referendarin, später als Studienrätin am Wolfsburger Gymnasium Kreuzheide. Nebenbei verfasste sie als freie Mitarbeiterin Beiträge für den NDR (Hörfunk Redaktion Braunschweig).
1987 gab sie die Beamtenlaufbahn auf und wechselte nach Berlin, um beim Film zu arbeiten. Sie war zunächst Garderobiere, dann Scriptgirl, schließlich Regieassistentin. Sie erhielt einen Redakteursvertrag beim Sender Freies Berlin (SFB) und arbeitete im Familien- und Frauenprogramm. 1988 ging sie zu RIAS-TV, moderierte das Frühstücksfernsehen und das Abendjournal. Ein Jahr später arbeitete sie zusätzlich für das ZDF. Am 9. Oktober 1989 sprach Nina Ruge zum ersten Mal als Co-Moderatorin den Nachrichtenblock im heute-journal. Dazu übernahm sie die Moderation der 3sat-Sendungen PEP, News Quiz, Classic Cuts, Tagesgespräch und – abwechselnd mit Helmut Markwort und Gerd Ruge – die sonntägliche politische Talkshow NeunzehnZehn. Außerdem präsentierte sie bei RIAS TV das tägliche Unterhaltungsmagazin Boulevard Deutschland.
Im Zuge der Umwandlung von RIAS-TV in Deutsche Welle TV übernahm sie bei Deutsche Welle TV von 1991 bis 1994 wochenweise die Moderation der Hauptnachrichtensendung und eines politischen Magazins.
Im Oktober 1994 wurde Ruge erste Moderatorin der werktäglichen Nachrichtensendung heute nacht. Von 1997 bis zum 3. Februar 2007 moderierte sie das Boulevardmagazin Leute heute. Seitdem arbeitet sie für ARD und ZDF. Sie moderierte bis 2009 die Phoenix-Talksendung Wissenschaftsforum Petersberg, moderierte regelmäßig die Feiertagsakzente für die ZDF-Redaktion Kirche und Leben (kath.) und übernahm Sonderprojekte sowohl für die ARD (Internationales Zirkusfestival von Monte Carlo) als auch das ZDF (Heiligabend mit Nina Ruge.)
Im Sommer 2007 moderierte Ruge im ZDF eine eigene Talkshow (als Sommervertretung von Johannes B. Kerner) mit dem Titel Nina Ruge: Alles wird gut. Im Sommer 2007 präsentierte sie erstmals eine neue Modesendung im ZDF unter dem Titel nina.ruge.mode. Außerdem moderierte sie im Bayerischen Fernsehen abwechselnd mit Sabine Sauer die Talkshow Unter vier Augen und auf Phoenix im Wechsel mit Sigmund Gottlieb und gemeinsam mit Marc Beise die Talksendung Forum Manager.
Bis Mitte 2008 war sie Kolumnistin der inzwischen eingestellten Zeitschrift Revue. Zuvor verfasste sie regelmäßig Kolumnen für Reader’s Digest. 
Bis zum Sommer 2024 hat sie über 20 Bücher verfasst bzw. herausgegeben.
Im September 2010 hatte Ruge eine Gastrolle in drei Folgen der ARD-Telenovela Sturm der Liebe.

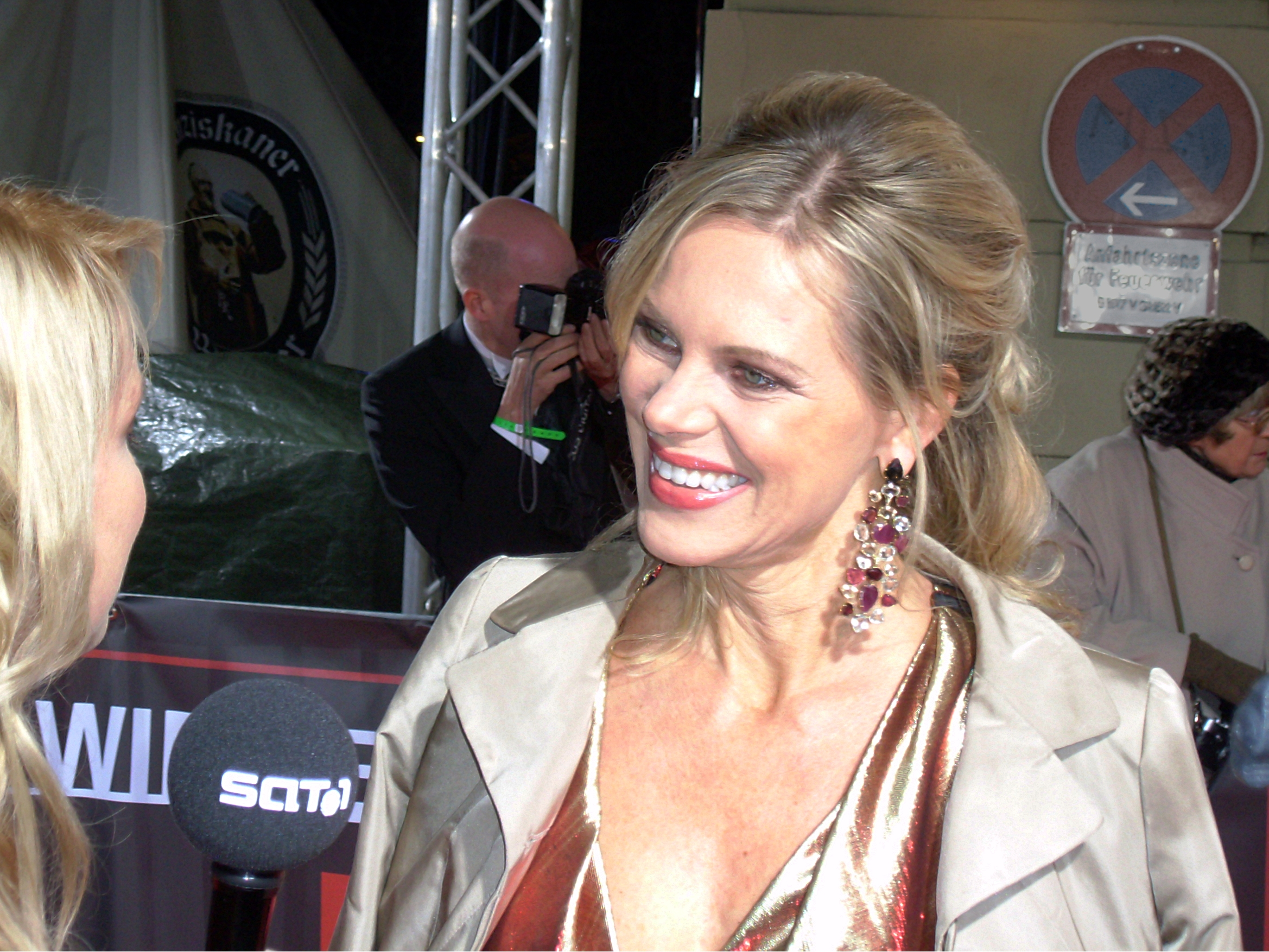
Nina Ruge beim DIVA-Award 2008 in München

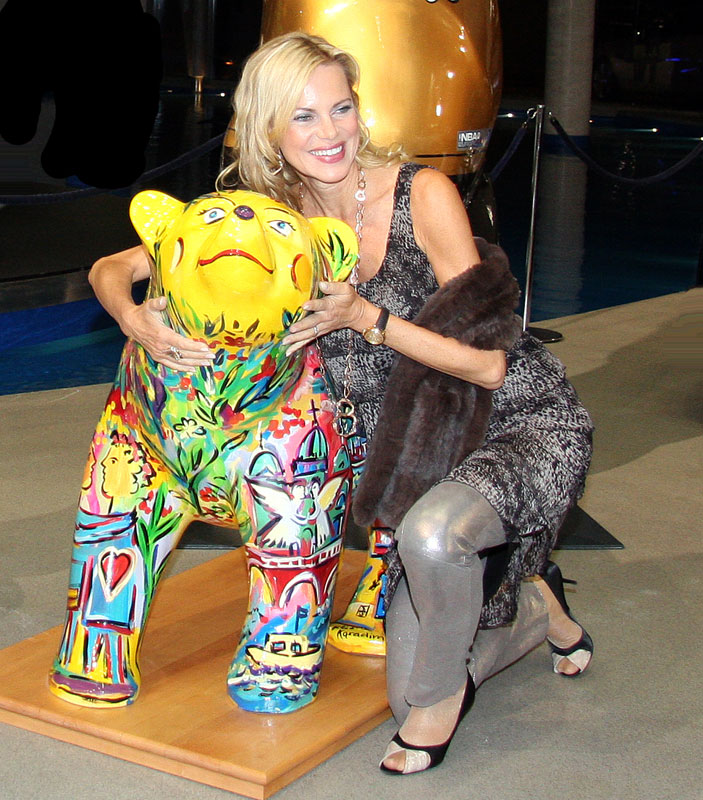
Nina Ruge bei einer Buddy-Bär-Versteigerung zugunsten von UNICEF 2010 in Berlin

## Engagement
Seit 1994 ist Nina Ruge UNICEF-Repräsentantin und seit 2012 offizielle UNICEF-Deutschland-Botschafterin. Des Weiteren engagiert sie sich für die Felix-Burda-Stiftung. Ruge ist seit 2003 Schirmherrin des „Netzwerks von und für Frauen mit Behinderung in Bayern“. Sie ist Botschafterin des „Jane Goodall-Instituts Deutschland“, Kuratoriumsmitglied bei der „Stiftung Preußische Schlösser und Gärten“ und der „Initiative sozialkompetente Hundehalter“. Zudem war Ruge „Botschafterin des Hundes 2010/2011“ des Verbandes für das Deutsche Hundewesen.
Seit 2010 ist sie Patin des Kinderhospizes Bethel für unheilbar erkrankte Kinder. Außerdem war Nina Ruge eine der deutschen Botschafterinnen der UN-Dekade Biologische Vielfalt.
Neben diesen karitativen Projekten beteiligt sich Ruge bei Aktion „Klima! mobil“ und ist zudem Schirmherrin der Kampagne „Wärmewechsel“. Sie ist Botschafterin der Allianz für Entwicklung und Klima.

## Filmografie

### Filme
- 1999: Wer liebt, dem wachsen Flügel
- 2015: Sophie kocht

### Gastauftritte im Fernsehen
- 1989: Peter Strohm (Staffel 1 Folge 11)
- 2010: Sturm der Liebe

### Moderation
- 1988: Abendjournal, RIAS-TV
- 1988–1991: Frühstücksfernsehen, RIAS-TV
- 1989–1994: heute journal, ZDF, Co-Moderation
- 1992–1995: News Quiz, 3sat
- 1991–1999: Ruge – 19zehn, 3sat
- 1991–1993: Sonntagsshow, 3sat
- 1989–1994: Tagesgespräch, 3sat
- 1997–2000: classic cuts, 3sat
- 1994–1997: heute Nacht, ZDF
- 1994–1997: Tele Zoo, ZDF
- 2000–2005: Klassik Leute, Klassik Radio
- 1997–2007: Leute heute, ZDF
- 2005: Bayerischer Fernsehpreis
- 2006–2009: Feiertagsakzente, ZDF
- 2006–2009: Wissenschaftsforum Petersberg, phoenix
- 2007: Nina Ruge: Alles wird gut, ZDF
- 2007–2016: Unter vier Augen, Bayerisches Fernsehen
- 2010–2014: Forum Manager, phoenix

### Ehrungen
- 1996: SPA-Award der Zeitschrift Gala
- 2006: Sonderorden „Wider die Neidhammel“ durch die Nürnberger Luftflotte des Prinzen Karneval e. V.
- 2008: Felix Burda Award
- 2009: Bayerische Staatsmedaille für soziale Verdienste
- 2013: Bundesverdienstkreuz am Bande

## Bücher und Hörbücher
- Achtung Aufnahme. Erfolgsgeheimnisse prominenter Fernsehmoderatoren. Econ, Düsseldorf 1997, ISBN 3-430-17872-X (als Hrsg. mit Stefan Wachtel).
- Mira May und das Zauberhandy. 2. Auflage. Baumhaus Medien, Frankfurt am Main/Zürich 2002, ISBN 3-8315-0226-9.
  - Mira May und das Zauberhandy. RADIOROPA Hörbuch, Daun 2006, ISBN 3-86667-439-2, urn:nbn:de:101:1-2019070901463878532931.
- Alles wird gut. Beflügelnde Worte. Marion von Schröder Verlag, 2002, ISBN 3-547-77884-0.
- Mein persönliches „Alles wird gut“ Buch. Ehrenwirth, 2003, ISBN 3-431-03134-X.
- Lucy im Zaubergarten. Heyne, 2003, ISBN 3-453-87127-8.
  - Lucy im Zaubergarten. RADIOROPA Hörbuch, Daun 2007, ISBN 978-3-86667-438-7.
- Alles wird gut. 52 Streicheleinheiten für die Seele. Heyne, 2004, ISBN 3-453-88002-1 (mit Margaretha Höbener).
- Heilpflanzen. Blüten, Tee und Zauberkraft. Kinderleicht Wissen, 2004, ISBN 3-937810-03-X.
- Alles wird gut. Ullstein, 2004, ISBN 3-453-87002-6.
- Alles wird gut in der Liebe. Ehrenwirth, 2005, ISBN 3-431-03630-9.
- Traumklänge. Oder das längste Märchen, das es je gab. Bastei Lübbe, 2005, ISBN 978-3-7857-3053-9.
- Alles wird gut im Job. Ehrenwirth, 2005, ISBN 3-431-03641-4.
- Keine Angst vor großen Köchen. Christian, 2005, ISBN 3-88472-698-6 (mit Michael Wissing).
- Das Geheimnis der Selbstheilung. Wege zu einem starken Immunsystem. Ullstein, 2006 (mit Lutz Bannasch).
- Nina Ruge erzählt die schönsten biblischen Geschichten. Gütersloher Verlagshaus, 2006, ISBN 3-579-06712-5 (mit Katja Pagel).
- Liebeszauber. Ehrenwirth, Bergisch Gladbach 2007, ISBN 978-3-431-03691-6 (mit Elmar Bartel).
- Nina Ruge erzählt die schönsten biblischen Geschichten. Gütersloher Verlagshaus, 2007, ISBN 978-3-579-07604-1.
- Zeitenwende. Radioropa Hörbuch, 2008, ISBN 978-3-8368-0242-0.
- Das Geheimnis eines gesunden Rückens. Ullstein Tb, 2008, ISBN 978-3-550-07895-8.
- Das Geheimnis gesunder und schöner Haut. Graefe und Unzer, 2008, ISBN 3-8338-1090-4 (mit Stefan Duve).
- Josef und seine Brüder. Lokomotion, 2009, ISBN 978-3-940508-12-6.
- Das Gewohnheitstier. Lokomotion, 2010, ISBN 978-3-940508-22-5.
- Stille – Balsam für Herz und Seele. Kreuz Verlag, 2010, ISBN 978-3-7831-8013-8.
- Der unbesiegbare Sommer in uns. Ein Wegweiser zu unserem ureigenen Kraftort. 1. Auflage. Kailash/Random House, [München] 2013, ISBN 978-3-424-63071-8, urn:nbn:de:101:1-2013102220127 (252 S., Originalausgabe).
- Altern wird heilbar: Jung bleiben mit der Kraft der drei Zellkompetenzen. Graefe und Unzer, 2020, ISBN 978-3-8338-7178-8. (Zusammen mit Dominik Duscher).